# Кейті (Оклахома)
Кейті (англ. Katie) — місто (англ. town) в США, в окрузі Гарвін штату Оклахома. Населення — 332 особи (2020).

## Географія
Кейті розташоване за координатами 34°35′10″ пн. ш. 97°20′1″ зх. д. / 34.58611° пн. ш. 97.33361° зх. д. (34.586224, -97.333518).  За даними Бюро перепису населення США в 2010 році місто мало площу 52,72 км², з яких 52,45 км² — суходіл та 0,27 км² — водойми.

## Демографія
Згідно з переписом 2010 року, у місті мешкало 348 осіб у 133 домогосподарствах у складі 96 родин. Густота населення становила 7 осіб/км².  Було 152 помешкання (3/км²).
Расовий склад населення:
| - 83,3 % — білих - 8,9 % — корінних американців - 0,9 % — чорних або афроамериканців - 2,9 % — осіб інших рас |

До двох чи більше рас належало 4,0 %. Частка іспаномовних становила 2,9 % від усіх жителів.
За віковим діапазоном населення розподілялося таким чином: 27,9 % — особи молодші 18 років, 56,9 % — особи у віці 18—64 років, 15,2 % — особи у віці 65 років та старші. Медіана віку мешканця становила 37,8 року. На 100 осіб жіночої статі у місті припадало 100,0 чоловіків;  на 100 жінок у віці від 18 років та старших — 104,1 чоловіків також старших 18 років.
Середній дохід на одне домашнє господарство  становив 46 137 доларів США (медіана — 40 000), а середній дохід на одну сім'ю — 50 400 доларів (медіана — 43 500). За межею бідності перебувало 15,7 % осіб, у тому числі 22,6 % дітей у віці до 18 років та 14,3 % осіб у віці 65 років та старших.
Цивільне працевлаштоване населення становило 98 осіб. Основні галузі зайнятості: сільське господарство, лісництво, риболовля — 23,5 %, освіта, охорона здоров'я та соціальна допомога — 13,3 %, роздрібна торгівля — 11,2 %, виробництво — 9,2 %.